# تيموثي بيتس
تيموثي بيتس (بالإنجليزية: Timothy Bates)‏ هو عالم نفس نيوزيلندي، ولد في 1963 في أوكلاند في نيوزيلندا.

## وصلات خارجية
- الموقع الرسمي